# Districte de Spišská Nová Ves
El districte de Spišská Nová Ves - (eslovac) Okres Spišská Nová Ves - és un dels 79 districtes d'Eslovàquia. Es troba a la regió de Košice, a l'est del país. Té una superfície de 587,41 km², i el 2013 tenia 98.518 habitants. La capital és Spišská Nová Ves.

## Demografia
| Godina             | 1994   | 2004   | 2014   | 2024   |
| ------------------ | ------ | ------ | ------ | ------ |
| Nombre de persones | 88.693 | 95.144 | 98.869 | 98.670 |
| Diferència         |        | +7,27% | +3,91% | −0,20% |

| Godina             | 2023   | 2024   |
| ------------------ | ------ | ------ |
| Nombre de persones | 98.556 | 98.670 |
| Diferència         |        | +0,11% |

## Llista de municipis

### Ciutats
- Krompachy
- Spišská Nová Ves
- Spišské Vlachy

### Pobles
Arnutovce | Betlanovce | Bystrany | Danišovce | Harichovce | Hincovce | Hnilčík | Hnilec | Hrabušice | Chrasť nad Hornádom | Iliašovce | Jamník | Kaľava | Kolinovce | Letanovce | Lieskovany | Markušovce | Matejovce nad Hornádom | Mlynky | Odorín | Olcnava | Oľšavka | Poráč | Rudňany | Slatvina | Slovinky | Smižany | Spišské Tomášovce | Spišský Hrušov | Teplička | Vítkovce | Vojkovce | Žehra
1. 1 2  «Počet obyvateľov podľa pohlavia - obce (ročne) [om7102rr_obce=AREAS_SK]».   Statistical Office of the Slovak Republic, 31-03-2025. [Consulta: 31 març 2025].